# Lotte (gemeente)
Lotte is een plaats en gemeente in de Duitse deelstaat Noordrijn-Westfalen, gelegen in de Kreis Steinfurt. De gemeente Lotte telt 14.139 inwoners (31 december 2020) op een oppervlakte van 37,65 km².

## Gemeente-indeling
Tot Lotte behoort ook het 5 km noordelijker gelegen dorp Wersen. Dat ligt aan de zuidrand van de Noord-Duitse Laagvlakte.

## Ligging, verkeer, vervoer
De gemeente ligt in het Tecklenburger Land, aan de noordwestrand van het Teutoburger Woud.  Direct ten oosten van de gemeente is de deelstaatgrens met Nedersaksen; direct aan de andere kant van die deelstaatgrens ligt buurgemeente Osnabrück. Lotte ligt niet meer dan ruim 10 km ten westen van het centrum van die stad. Logischerwijs is Lotte in velerlei opzicht sterk op Osnabrück georiënteerd.

### Wegverkeer
Lotte ligt dicht bij Kreuz Lotte/Osnabrück, een kruising van de A1 Bremen-Keulen  en de A30 Amsterdam-Berlijn. De gemeente Lotte heeft een afrit van de A30, nr. 13.  Over binnenwegen rijdt men van hier in ongeveer 7½ km naar de kern van Westerkappeln.
De Bundesstraße 65 loopt direct ten zuiden van Lotte langs door de gemeente en verbindt deze met het ca. 13 km westwaarts liggende Ibbenbüren.

### Openbaar vervoer
Lotte heeft een stationnetje aan de spoorlijn Rheine-Osnabrück. Er stoppen echter alleen goederentreinen. In Ortsteil   Halen, 3 km ten noorden van Wersen, is een stationnetje nabij Hollage, gem. Wallenhorst, aan de spoorlijn Bramsche - Osnabrück, waar wel reizigerstreinen stoppen.  Het spoorlijntje dat door Wersen loopt, de Tecklenburger Nordbahn, is alleen voor incidenteel goederenvervoer in gebruik. Verder is het een Museumseisenbahn, wat inhoudt, dat er met name in de zomer en in de weekeinden af en toe toeristische ritten worden georganiseerd met historische stoomtreinen e.d.  De gemeenten Lotte, Mettingen en  Westerkappeln zijn er voorstandsters van, deze spoorlijn weer op te knappen en voor reizigersvervoer open te stellen. Zie website van de TNB hierover:  over de tot ca. 2025 lopende plannen.
Er zijn verder busverbindingen met Osnabrück.

## Bezienswaardigheden
- Hunebedden op de grens met de gemeente Westerkappeln (Sloopsteene)
- Wandelen en fietsen ( ook meerdaagse tochten zijn uitgezet) in het nabije Teutoburger Woud

## Sport
Lotte is vooral bekend van voetbalclub Sportfreunde Lotte die in de jaren 2016-2019 in de 3. Liga speelde.

## Afbeeldingen

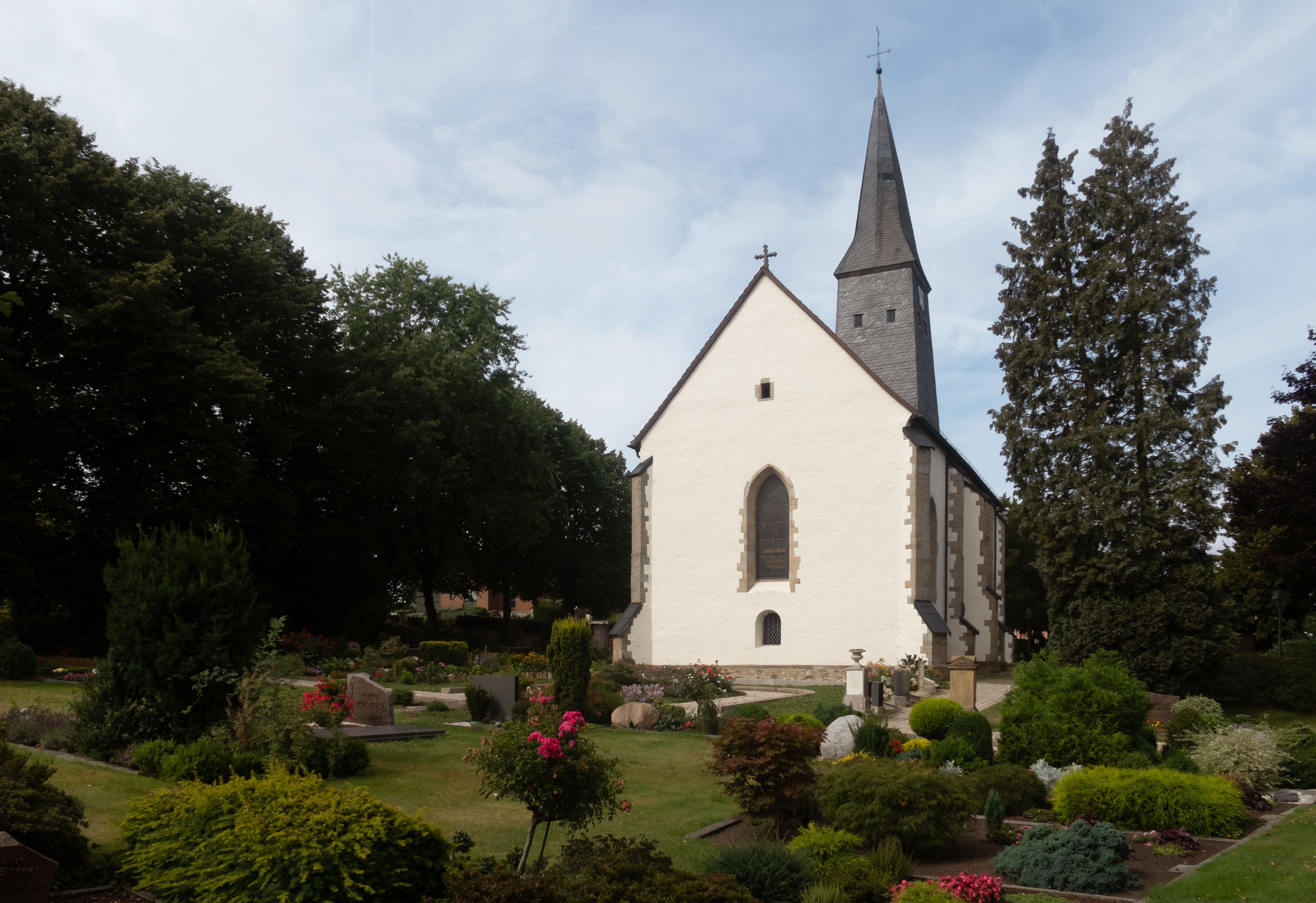
Lutherse kerk
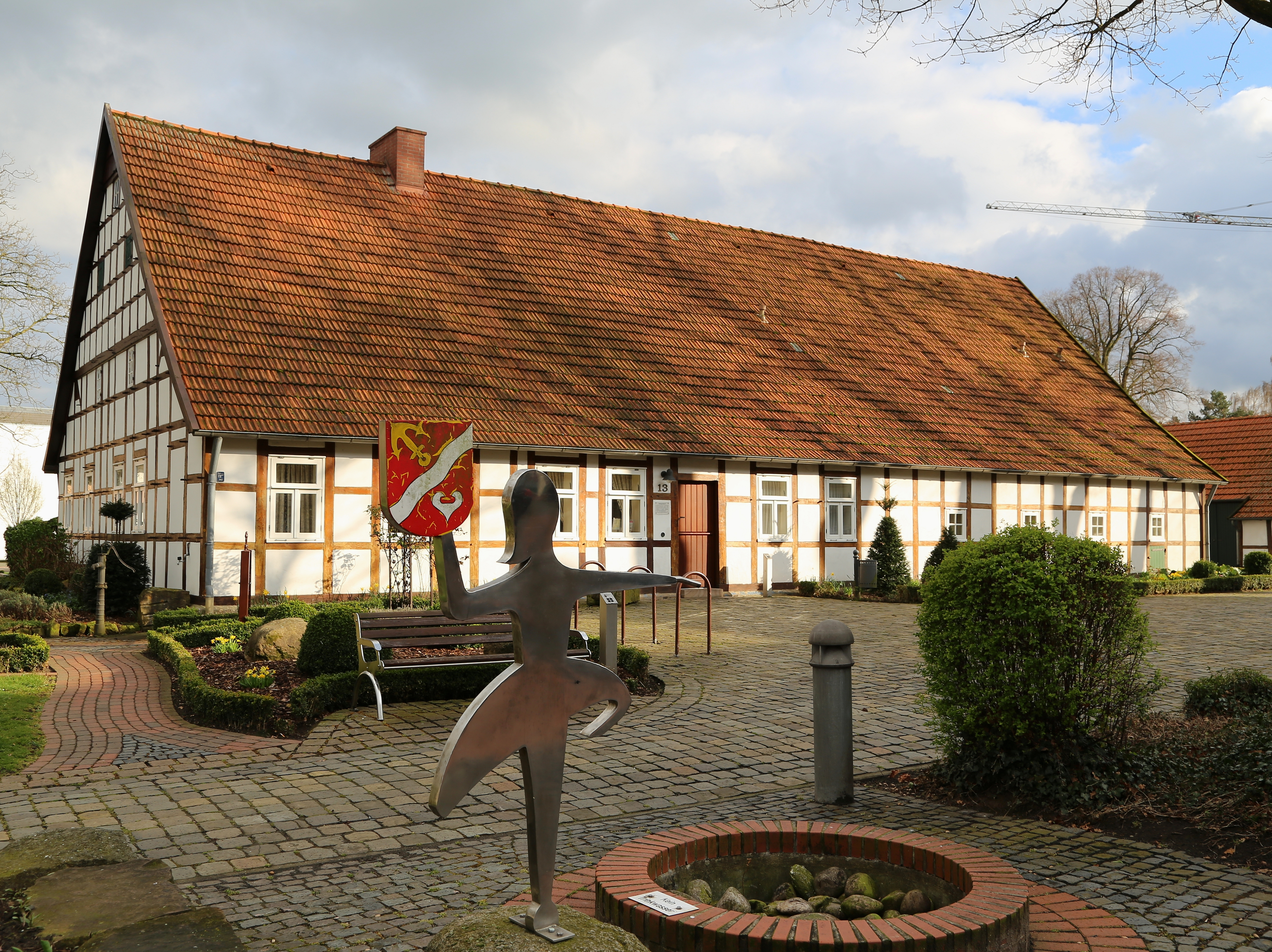
Haus Hehwerth
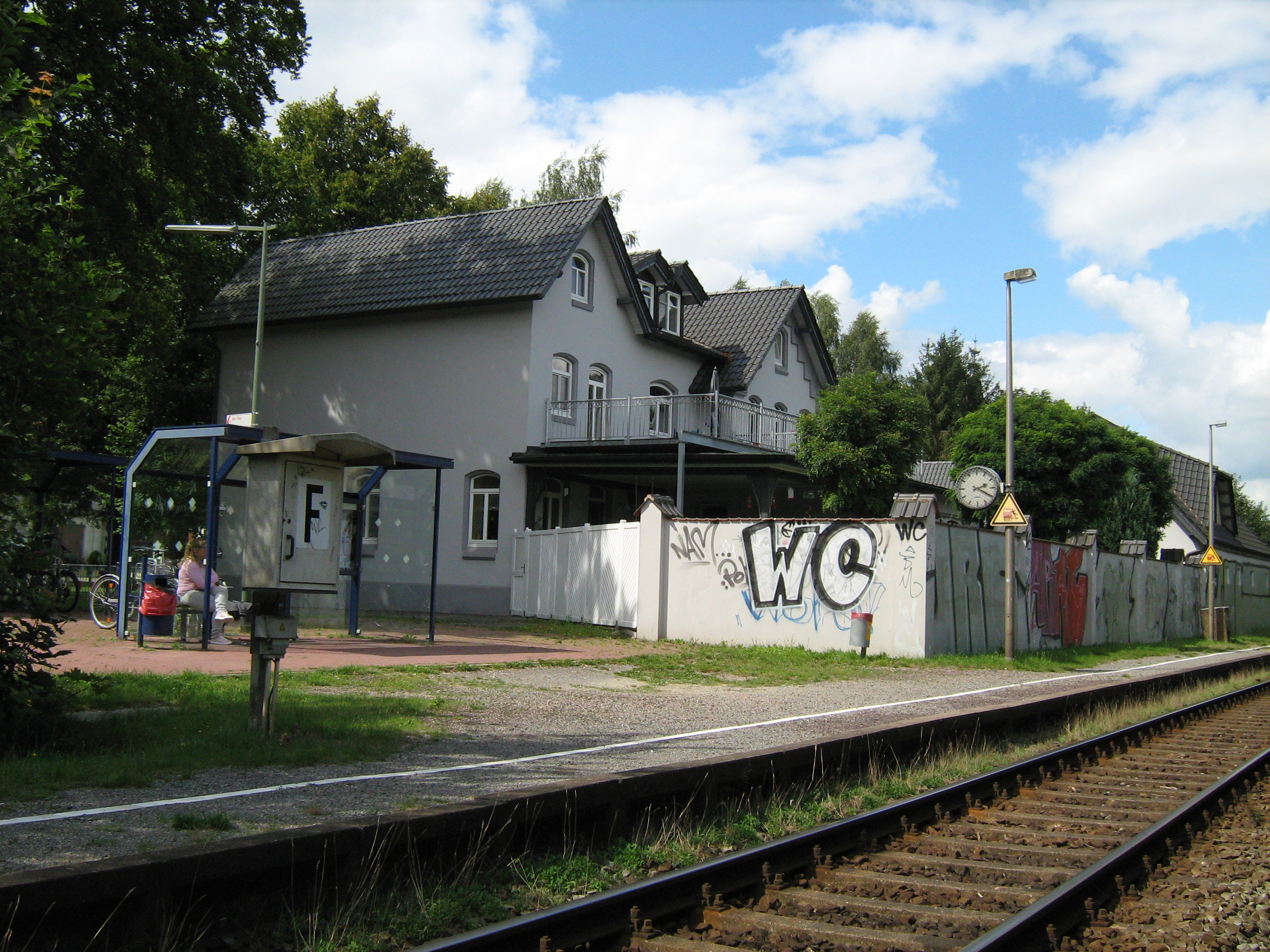
Station van Lotte
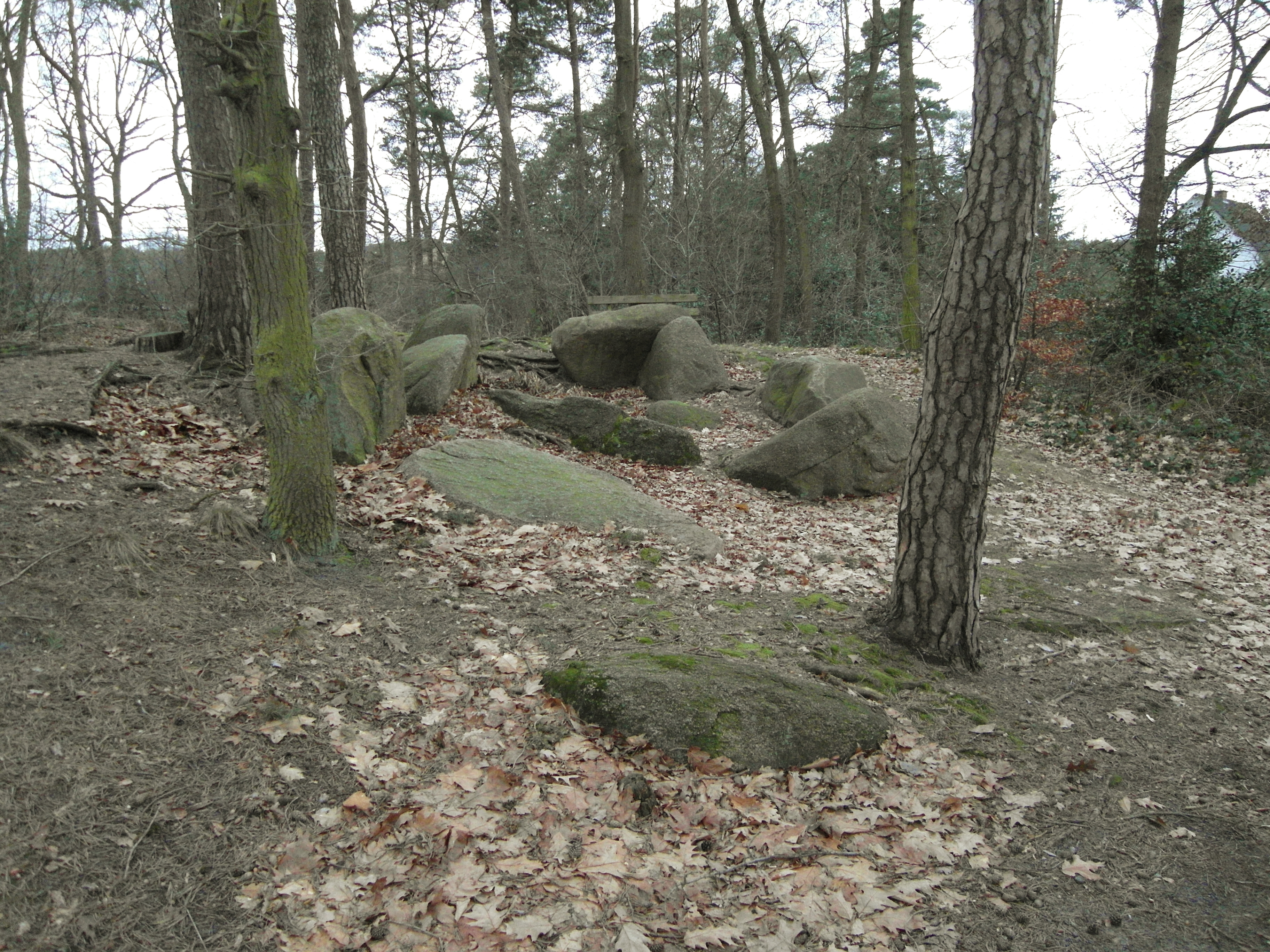
Hunebed Kleine Sloopsteene, Wersen
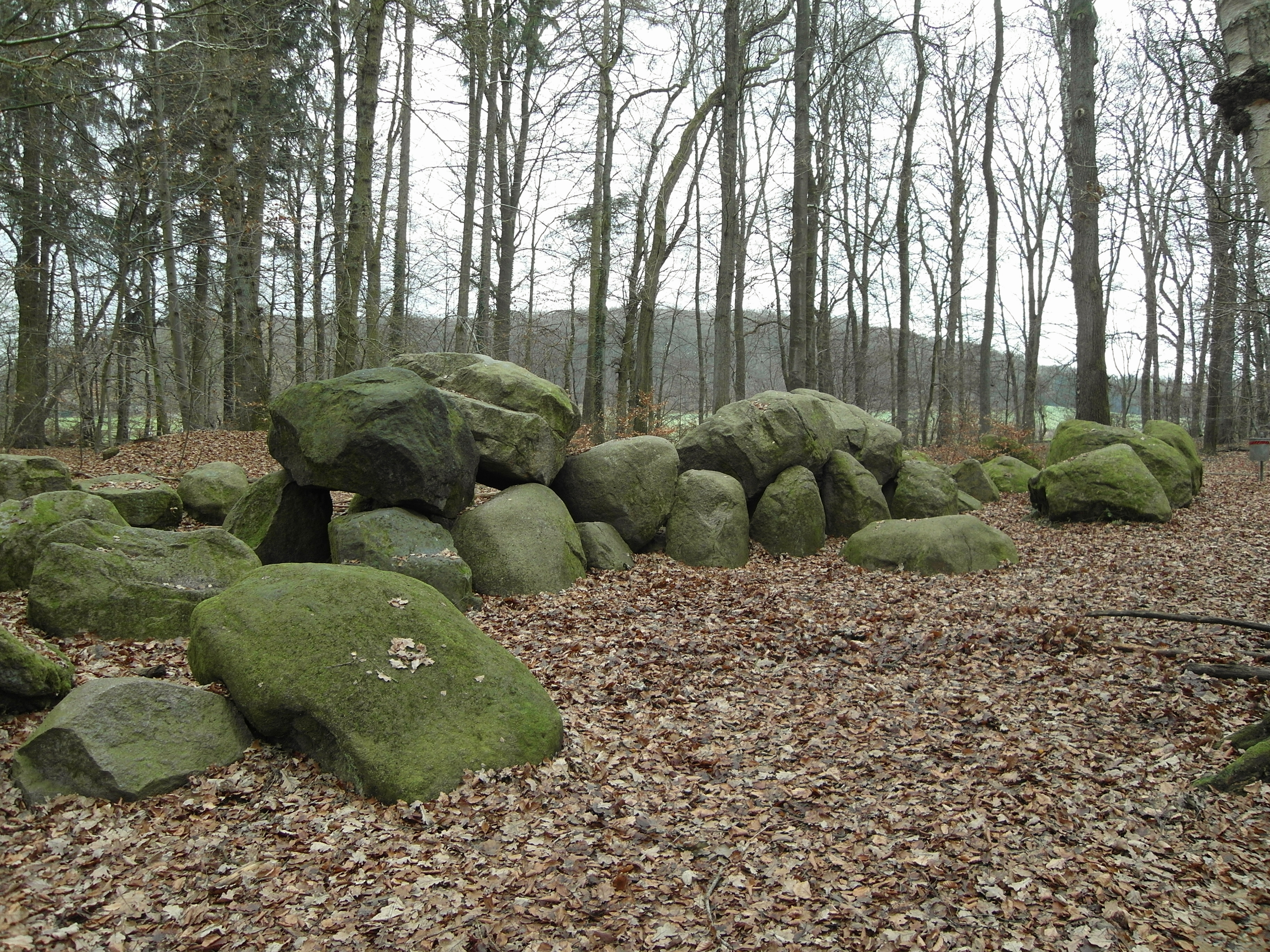
Hunebed Große Sloopsteene, Wersen

Altenberge · Emsdetten · Greven · Hopsten · Hörstel · Horstmar · Ibbenbüren · Ladbergen · Laer · Lengerich · Lienen · Lotte · Metelen · Mettingen · Neuenkirchen · Nordwalde · Ochtrup · Recke · Rheine · Saerbeck · Steinfurt · Tecklenburg · Westerkappeln · Wettringen